# Malá Fatra (hora)
Malá Fatra je dolomitová hora s výškou 567 m n. m. ve stejnojmenném pohoří Malá Fatra, která se nachází v katastru obce Kraľovany v okrese Dolný Kubín v Žilinském kraji na Slovensku. Hora se nachází nad výrazným ohybem řeky Váh (severně nad přírodní památkou Kraľoviansky meander) a severovýchodně nad bývalým vápencovým lomem a Kraľovanským jezerem a západně od vesnice Šútovo. Nejlepší přístup k hoře je z Rieky (místní část Kraľovan) od Motorestu Rieka. Z vrcholu hory jsou výhledy do údolí řeky Váh, na Kraľovanské jezero a okolní vrcholky hor.

## Další informace
V masivu hory Malá Fatra se nachází zaniklý Starý Kraľovianský železniční tunel a používaný Nový Kraľovianský železniční tunel a také několik jeskyní a lomů.

## Galerie

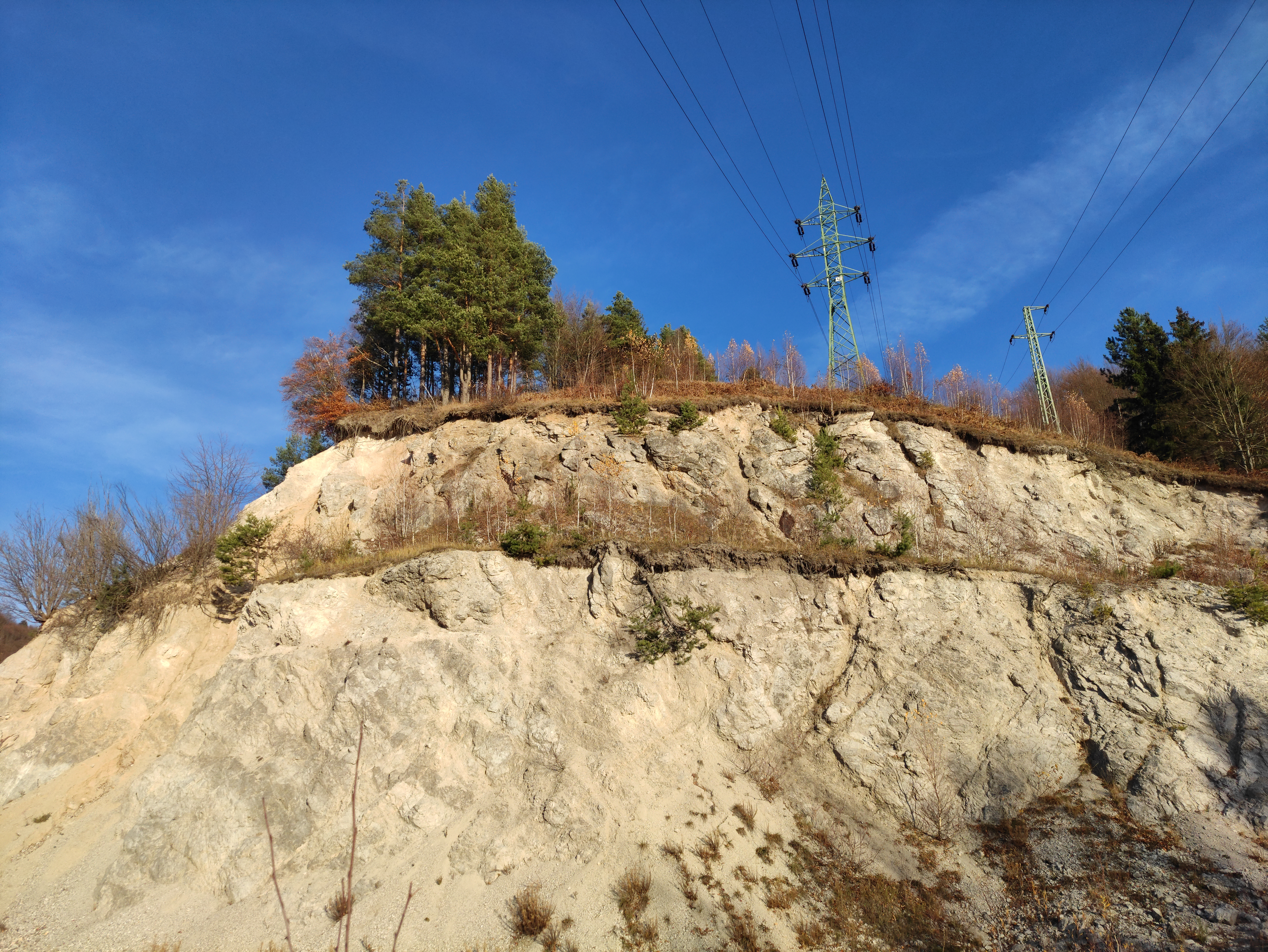
Kopec Malá Fatra
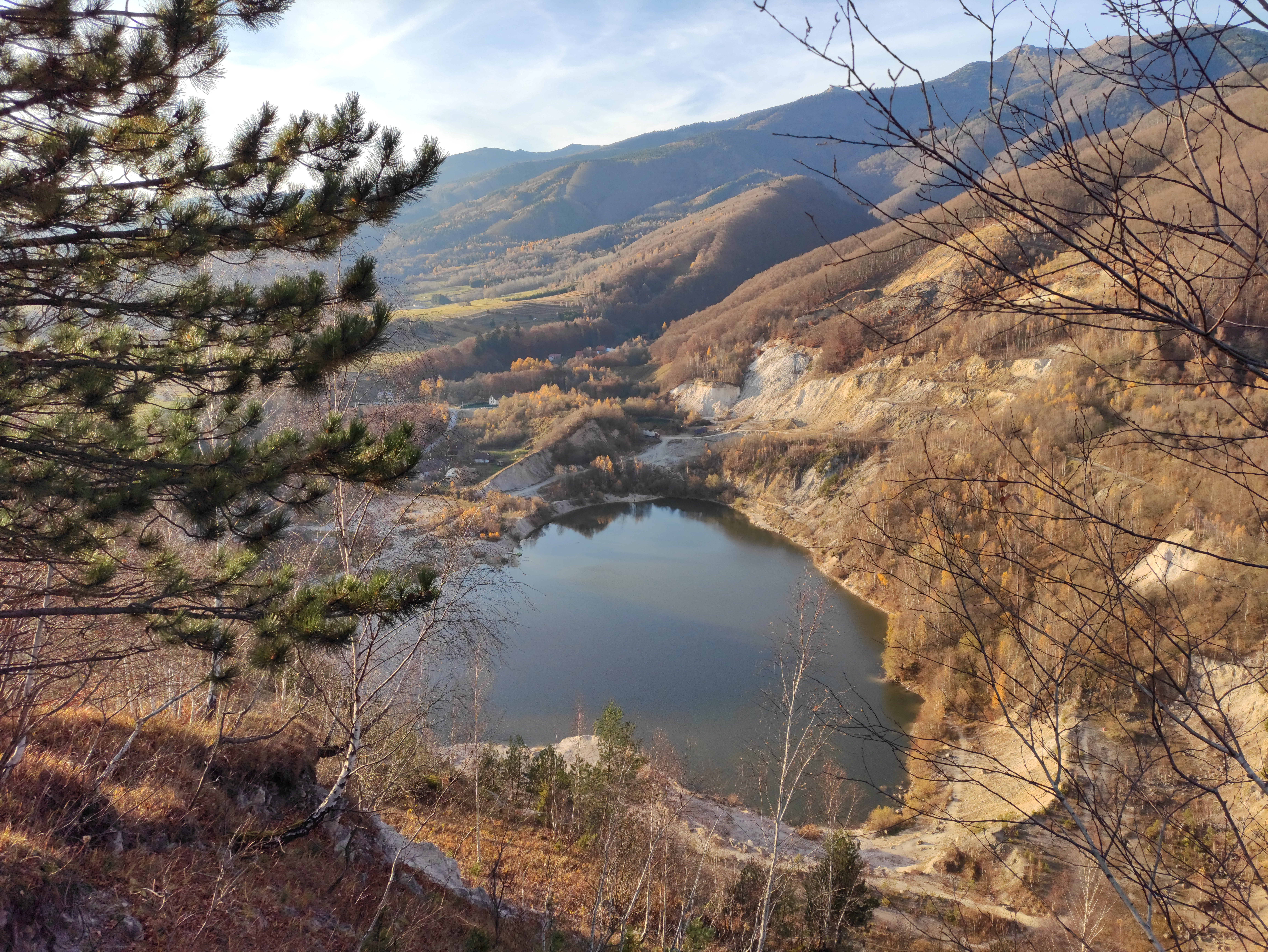
Pohled z vrcholu kopce Malá Fatra
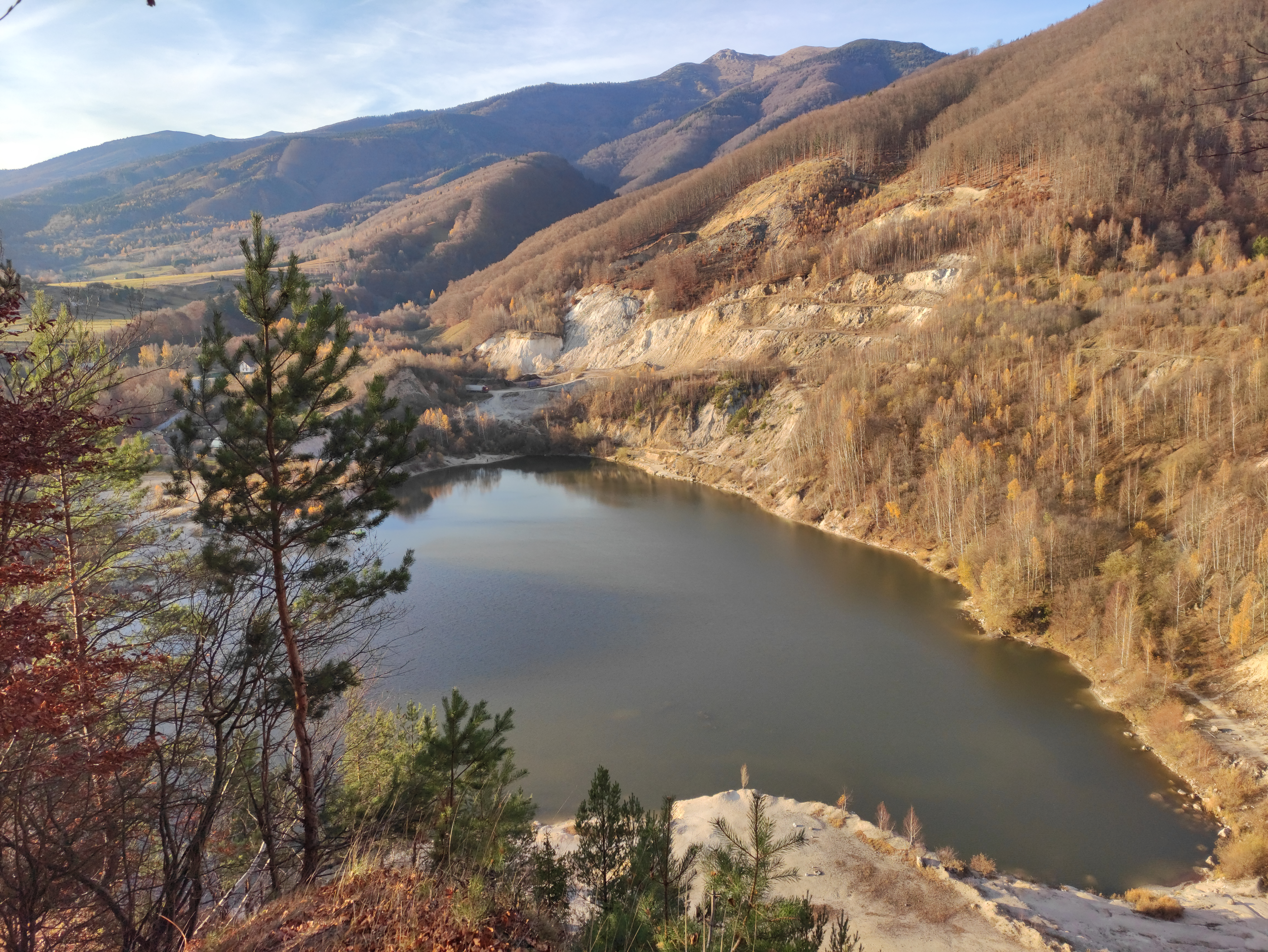
Pohled ze svahu kopce Malá Fatra